# Li Changjiang
Li Changjiang (chinesisch 李长江; * Oktober 1944 in Shuangcheng, Provinz Heilongjiang) ist ein chinesischer Politiker der Kommunistischen Partei Chinas (KPCh), der unter anderem zwischen 1999 und 2001 Direktor der Staatlichen Verwaltung für Ausfuhr-/Einfuhrkontrolle und Quarantäne von Waren (CIQ) beziehungsweise von 2001 bis 2008 Direktor des daraus hervorgegangenen Hauptamtes für Qualitätskontrolle, Untersuchung und Quarantäne (AQSIQ) war.

## Leben
Li Changjiang, Angehöriger des Han-Volkes, wurde 1965 Mitglied der KPCh und schloss 1970 ein Studium mit dem Schwerpunkt Entwurf optischer Instrumente am Institut für Optische Präzisionsmaschinen in Changchun, der heutigen Changchun Universität für Wissenschaft und Technik, ab. Anschließend arbeitete er von 1970 bis 1973 in der dortigen Fabrik Nr. 228 und fungierte daraufhin zwischen 1973 und 1980 zunächst als stellvertretender Sekretär sowie zuletzt als Sekretär der Studentenabteilung des Instituts für Optische Präzisionsmaschinen. Er war zwischen 1980 und 1984 Leiter der Abteilung Studenten des Zentralkomitee (ZK) des Kommunistischen Jugendverbandes Chinas (KJVC) und fungierte anschließend von 1984 bis 1985 als Direktor der Allgemeinen Abteilung, als Sekretär der Kommission für Disziplinarinspektion sowie als Mitglied des Ständigen Ausschusses des Parteikomitees der KPCh des Changchun-Instituts für Optische Präzisionsmaschinen. Er war von 1986 bis 1987 erst Mitarbeiter und daraufhin zwischen 1987 und 1990 Direktor des Forschungsbüros für die Geschichte der Jugendbewegung beim ZK des KJVC. Während er von 1990 bis 1991 Vizepräsident der Chinesischen Jugenduniversität für Politikwissenschaften in Peking war, fungierte er zeitgleich auch als stellvertretender Sekretär des Parteikomitees dieser Universität, als Mitglied des Ständigen Ausschusses dieses Parteikomitees und als Direktor des Chinesischen Jugendforschungszentrums.
Li bekleidete zwischen 1992 und 1996 den Posten eines stellvertretenden Direktors des Staatlichen Amtes für Landverwaltung und war daneben von 1995 bis 1998 zunächst Assistent der Gouverneure von Zhejiang, Wan Xueyuan (1995 bis 1997) beziehungsweise Chai Songyue (1997 bis 1998) und daraufhin zwischen 1998 und 1999 als Vizegouverneur der Provinz Zhejiang Stellvertreter von Gouverneur Chai Songyue. Danach fungierte er von 1999 bis 2001 als stellvertretender Direktor Allgemeinen Zollverwaltung und damit als Stellvertreter von Qian Guanlin. Daneben war er zwischen 1999 und 2001 Direktor der Staatlichen Verwaltung für Ausfuhr-/Einfuhrkontrolle und Quarantäne von Waren (CIQ). Nach der Zusammenlegung der CIQ mit dem Staatlichen Büro für technische Qualitätsüberwachung (SBQTS) im April 2001 wurde er erster Direktor des daraus hervorgegangenen Hauptamtes für Qualitätskontrolle, Untersuchung und Quarantäne (AQSIQ). Auf dem XVI. Parteitag der Kommunistischen Partei Chinas im November 2002 wurde er erstmals Mitglied des Zentralkomitees (ZK der KPCh) gewählt und gehörte diesem Führungsgremium nach seiner Wiederwahl auf dem XVII. Parteitag im Oktober 2007 zehn Jahre lang bis November 2012 an. Im September 2008 wurde festgestellt, dass einige Produkte von 22 namhaften chinesischen Molkereiunternehmen, die von der Sanlu Group vertreten werden, den giftigen chemischen Rohstoff Melamin enthielten, was direkt zum Ausbruch von Nierensteinen bei Säuglingen führte, die die Produkte konsumierten. Li Changjiang trat am 22. September aufgrund seiner Verantwortung für Lebensmittelsicherheit und Qualitätsüberwachung wegen dieses sogenannten Chinesischen Milchskandals von seinem Amt als Direktor der Allgemeinen Verwaltung für Qualitätsüberwachung, Inspektion und Quarantäne zurück und wurde durch Wang Yong ersetzt.
Im Dezember 2009 wurde Li Changjiang stellvertretender Leiter der Nationalen Arbeitsgruppe zur Bekämpfung von Pornografie und illegalen Veröffentlichungen. Ferner wurde er im März 2010 Mitglied des Nationalkomitees der Politischen Konsultativkonferenz des chinesischen Volkes (PKKCV) und stellvertretender Vorsitzender von dessen Ausschusses für Überseechina (Hongkong, Macau und Taiwan).

## Weblink
- Li Changjiang (chinavitae.com) (Memento vom 30. November 2022 im Internet Archive)